# Гонорар
Гонора́р (лат. honorarium) — винагорода за послугу.
У міжнародних договорах під гонораром можуть розуміти будь-які виплати за роботи/послуги (наприклад, директорський гонорар, гонорар за користування патентом, брокерський, дилерський, агентський гонорар тощо).
В українському законодавстві поняття вживається у двох значеннях:

## Авторська винагорода
Авторська винагорода (авторський гонорар) — винагорода, що виплачується автору за створення літературних, мистецьких, наукових та інших творів; винагорода, яка виплачується автору (або його спадкоємцям) за використання твору науки, літератури чи мистецтва. Авторська винагорода сплачується відповідно до укладеного договору в розмірах, обумовлених угодою сторін.

## Адвокатський гонорар
Адвокатський гонорар — форма винагороди адвоката за здійснення захисту, представництва та надання інших видів правової допомоги клієнту.
Порядок обчислення гонорару (фіксований розмір, погодинна оплата), підстави для зміни розміру гонорару, порядок його сплати, умови повернення тощо визначаються в договорі про надання правової допомоги.
При встановленні розміру гонорару враховуються складність справи, кваліфікація і досвід адвоката, фінансовий стан клієнта та інші істотні обставини. Гонорар має бути розумним та враховувати витрачений адвокатом час.
Гонорар не включає кошти, що вносяться клієнтом на покриття фактичних витрат, пов'язаних з виконанням угоди.
Правила адвокатської етики [Архівовано 3 квітня 2013 у Wayback Machine.] включають такі правила щодо гонорарів:
- Гонорар є єдиною допустимою формою отримання адвокатом винагороди за надання правової допомоги клієнту.
- Гонорар, отримуваний адвокатом за надання правової допомоги, повинен бути законним за формою і порядком внесення і розумно обґрунтованим за розміром.
- При визначенні розміру гонорару повинно братися до уваги:

1. обсяг часу і роботи, що вимагаються для належного виконання доручення; ступінь складності та новизни правових питань, що стосуються доручення; необхідність досвіду для його успішного завершення;
2. імовірність того, що прийняття доручення перешкоджатиме прийняттю адвокатом інших доручень або суттєво ускладнить їх виконання в звичайному часовому режимі;
3. необхідність виїзду у відрядження;
4. важливість доручення для клієнта;
5. роль адвоката в досягненні гіпотетичного результату, якого бажає клієнт;
6. досягнення за результатами виконання доручення позитивного результату, якого бажає клієнт;
7. особливі або додаткові вимоги клієнта стосовно строків виконання доручення;
8. характер і тривалість професійних відносин даного адвоката з клієнтом;
9. професійний досвід, науково-теоретична підготовка, репутація, значні професійні здібності адвоката.

Розмір гонорару і порядок його внесення мають бути чітко визначені в угоді про надання правової допомоги.